# João Paulo & Daniel Vol. 8
João Paulo & Daniel Vol. 8 é o oitavo álbum de estúdio da dupla sertaneja brasileira João Paulo & Daniel, lançado em abril de 1997 pela Continental EastWest. O álbum recebeu o disco de platina triplo da ABPD pelas 750 mil cópias vendidas, e os sucessos foram as canções "Te Amo Cada Vez Mais", "Ela Te o Dom de Me Fazer Chorar" e "Muda". Foi o último projeto discográfico da dupla feito enquanto estavam juntos, até a morte de João Paulo em 12 de setembro do mesmo ano, vítima de um acidente de carro.

## Faixas[7]
| N.º | Título                                    | Compositor(es)                                      | Duração |  |
| 1.  | "Ela Tem o Dom de me Fazer Chorar"        | César Augusto / Piska                               | 4:06    |  |
| 2.  | "Fim de Semana"                           | Joel Marques / Vicente Castilho                     | 4:01    |  |
| 3.  | "Acabou"                                  | Marcos Maceió / Waldir Luz                          | 3:54    |  |
| 4.  | "Muda"                                    | Peninha / Manoel Nenzinho Pinto                     | 4:22    |  |
| 5.  | "No Mesmo Lugar (Coisa Estranha)"         | Darci Rossi / Marciano                              | 3:20    |  |
| 6.  | "Tô Ficando Louco"                        | Jairo Góes / Nazildo                                | 3:49    |  |
| 7.  | "Gruda em Mim"                            | Peninha / Elias Muniz                               | 3:57    |  |
| 8.  | "Te Amo Cada Vez Mais (To Love You More)" | David Foster / Junior Miles (versão: Roberto Merli) | 5:23    |  |
| 9.  | "Louco de Desejo"                         | César Augusto / Piska                               | 3:42    |  |
| 10. | "As Coisas São Como São"                  | Peninha                                             | 3:41    |  |
| 11. | "Vazio"                                   | Elias Muniz                                         | 3:40    |  |
| 12. | "Preciso Te Encontrar"                    | Joel Marques / Ivone Ribeiro                        | 3:21    |  |
| 13. | "A Loira do Carro Branco"                 | Paraíso / Jesus Belmiro                             | 3:33    |  |
| 14. | "Poeira da Estrada"                       | Rick / João Paulo                                   | 3:12    |  |
| 15. | "Mini-Saia"                               | José Victor / Joselito                              | 3:22    |  |

## Certificações
| Brasil (ABPD)                             | 3× Platina | 1998 | 750.000* |
| *número de vendas baseado na certificação |            |      |          |

## Ficha técnica
Adaptado do encarte do álbum.
- Mauro Almeida - direção artística
- Mário Campanha - gerência artística, violão
- Milton José - arregimentação
- Aquilino S. Filbo - técnico de gravação
- Élcio Alvarez Filbo - mixagem
- Leonel Massaro - assistente de estúdio
- Rodrigo Reis - assistente de estúdio
- Oficina Áudio e Vídeo - masterização
- Oscar Paolillo - direção de arte
- Chico Audi - foto
- Dejair Silvestre - assistente de produção, foto
- Alessandra Meschini - assistente de produção, foto
- Márcia Nachbar - produção visual
- Carmem Corrêa - maquiagem
- José João Sobrinho - cabelo
- Cláudio Egídio Signori - coordenação
- Mário Campanha - arranjos, violão
- Piska - arranjos, guitarra, teclado
- Martinez - arranjos, trumpete
- Eduardo Lages - arranjos, teclado
- Rogério Martins - arranjos
- Jânio Santone - arranjos, teclado
- Albino Infantozzi - bateria
- Maguinbo - bateria
- Luíz Gustavo - baixo
- Dárcio Raci - baixo
- Paulo Ferreira - guitarra, violão
- Valter Barreto - violão
- Nestor - violão
- Vicente Castilbo - teclado, harpa
- Marimbo Brasil - teclado, acordeon
- Ronaldo Viola - viola caipira
- Silvio Luiz - rabeca
- Nabor - trumpete
- Gil - trumpete
- François - trombone
- Vitor Brecbet - sax tenor
- Proveta - sax alto
- Ubaldo Versolatto - sax barítono
- Raul Carrezzato - percussão
- José Camillo - berrante
- Adair Torres - stell
- Alexandre Ramirez - violino
- Helena Imasato - violino
- Heitor Fuginami - violino
- Flávio Geraldini - violino
- Fabian Figueiredo - violino
- Jorge Salim - violino
- Maurício Takeda - violino
- Alex Braga - violino
- Glauco Imasato - viola
- Akira Terasaki - viola
- Paulo Tacceti - cello
- Sílvia Araújo - vocal
- Tânia Lenke - vocal
- Angela Márcia - vocal
- Ringo - vocal
- Carlinhos - vocal